# جومورا (كتاب)
جومورا (بالإيطالية: Gomorra)‏ هو كتاب تحقيقي غير روائي نشره روبرتو سافيانو في عام 2006، والذي يوثق تسلل سافيانو والتحقيق في مختلف مجالات العمل والحياة اليومية التي تسيطر عليها أو تتأثر بالمنظمة الإجرامية كامورا.

## الملخص
يصف الكتاب التفاصيل السرية لأعمال الكامورا، وهي منظمة شبيهة بمافيا نابولي. في هذا الكتاب، يوظف سافيانو أسلوب النثر والتقارير الإخبارية لرواية قصة الكامورا، وكشف أراضيها وعلاقاتها التجارية.
منذ عام 2006، بعد نشر الكتاب، تعرض سافيانو للتهديد من قبل العديد من «الزعماء» في نابولي. وقد منحه وزير الداخلية الإيطالي مرافقة دائمة للشرطة، لكنه غالباً ما تعرض لهجوم من قبل سياسيين في حكومة برلسكوني. أيضا، وقد اُستجوب مرافقيه.
اعتبارا من ديسمبر 2008، بيع الكتاب ما يقرب من 4 ملايين نسخة في جميع أنحاء العالم. عنوان الكتاب مأخوذ من نص جوسيبي ديانا، كاهن رعية في كاسال دي برينسيبي الذي قتل على يد كامورا في مارس 1994: "لقد حان الوقت للتوقف عن أن تكون جومورا".

## استقبال الكتاب
جومورا فاز بالعديد من الجوائز الأدبية. في يناير 2009 تجاوز عدد النسخ المباعة في إيطاليا 2,000,000 نسخة. تُرجمت رواية جومورا في 51 دولة. وقد ظهر في قوائم أفضل البائعين لألمانيا وهولندا وإسبانيا وفرنسا والسويد وفنلندا. وقد صنفته صحيفة نيويورك تايمز من بين أهم الكتب لعام 2007، بينما أدرجته مجلة الإيكونوميست ضمن مئات الكتب في العام. سافيانو هو الإيطالي الوحيد الذي يوضع في كلا القائمتين. وصف بعض النقاد وغيرهم من المؤلفين الإيطاليين جومورا (مثل وو مينغ وكارلو لوكاريللي وفاليريو إيفانجيليست) جزءًا من تيار غير متجانس في الكتابة الإيطالية بعنوان الملحمة الإيطالية الجديدة التي يحرص ممثلوها على إنتاج الروايات غير الخيالية، ولكن أيضا، "الأجسام السردية غير محددة". وُصفت جومورا نفسها على أنها الأجسام السردية غير محددة من قبل العديد من النقاد والقراء والكتاب.

## الأعمال المسرحية والسينمائية والتلفزيونية
أُعدّت جومورا في مسرحية كتبها سافيانو مع ماريو جيلاردي وفيلم 2008 من إخراج ماتيو غارون والذي أنتجه فاندانغو. في 24 سبتمبر 2008، اختارت الرابطة الإيطالية للصناعة السينمائية والسمعية البصرية (ANICA) الفيلم لتمثيل إيطاليا في المنافسة للحصول على أفضل ترشيح لجائزة أوسكار لأفلام أجنبية.
أثناء مراجعة فيلم جومورا للتأقلم مع الكتاب، كتب كريستوف هوبر: «مع اهتمامه بالانتقال إلى ما هو أبعد من فئات الرواية أو غير الخيالية، عُرف عمل سافيانو كجزء من سلالة متفاوتة من الأدب الوطني، ضمن» الملحمة الإيطالية الجديدة «. مصطلح بالتأكيد لا يزعجه جومورا، الفيلم».
في عام 2014، كُييف الكتاب أيضًا بشكل فضفاض كمسلسل تلفزيوني باسم جومورا.
في عام 2023، اُطلقت لعبة فيديو رسمية تحمل الاسم نفسه على أنظمة مايكروسوفت ويندوز، وأندرويد، وآي أو إس.